# 安德鲁·德克莱尔
安德鲁·唐纳德·德克莱尔（英語：Andrew Donald DeClercq，1973年2月1日—），美国NBA联盟前职业篮球运动员。他在1995年的NBA选秀中第2轮第5顺位被金州勇士选中。